# Okupirana Ljubljana
Okupirana Ljubljana je naziv za obdobje v zgodovini Ljubljane, ko je bilo mesto okupirano (sprva Kraljevina Italija, nato pa Tretji rajh). Največja značilnost tega obdobja je bil sistem lahkih fortifikacij (kombinacija žičnih ovir, bunkerjev, utrjenih prehodov,...); Ljubljana je tako edino glavno mesto, ki je bilo v času druge svetovne vojne popolnoma obdano s fortifikacijskim sistemom in sicer od 23. februarja 1942 do 9. maja 1945 (po osvoboditvi sta žica in omejen prehod ostala še vse do 26. maja). V priznanje Ljubljančanov za preživetje v okupirani Ljubljani je bilo celotno mesto, kot prvo v SFRJ, odlikovano z redom narodnega heroja.

## Zunanji obroč
Visoki komisar za Ljubljansko pokrajino Emilio Grazioli in poveljnik 11. armadnega korpusa general Mario Robotti sta konec januarja 1942 izdala ukaz Kraljevi italijanski kopenski vojski, da naj prične obdajati Ljubljano z žičnimi ovirami, da bi tako preprečili stik med samim mestom in primestnim okoljem. 
18. februarja so v gradnjo vključili še artilerijsko četo z Vrhnike; pozneje so pri gradnji sodelovale enote tudi iz Vidma. Glavna faza gradnje pa se je pričela 22. februarja 1942 in bila končana naslednji dan ob 14:00 uri. Istega dne ob 15:00 pa je Grazioli izdal še Prepoved izhoda iz mesta Ljubljane:
Visoki komisariat
za Ljubljansko pokrajino
PREPOVED
izhoda iz mesta
Ljubljane
Visoki komisar za Ljubljansko pokrajino
na podstavi člena 1. kr. ukaza z dne 3. maja 1941-XIX št. 291
odreja:
Člen 1.

Do nadaljnje odredbe je od 15. ure danes, 23. februarja 1942-XX, 
prebivalstvu Ljubljane prepovedano odhajanje iz mesta.
Člen 2.

Vstop v mesto je dovoljen samo dobaviteljem živil in tistim osebam, 
ki imajo za to iz razlogov javnih koristi utemeljen vzrok in ki predlože nadzor-
nim postajam ob cestah in železnicah za spodaj navedene kraje osebne listine o 
istovestnosti, opremljene s fotografijo:
BREZOVICA, DRAVLJE, ŠT. VID, 
KLEČE, JEŽICA, TOMAČEVO, 
HRASTJE, ZALOG, DOBRUNJE, 
ŠKOFLJICA, STUDENEC-IG.
Člen 3.

Proti osebam, ki bi skušale priti v mesto ali oditi iz njega na drugih 
krajih kot so našteti v členu 2., se uporabi orožje, in sicer podnevi po enem 
samem pozivu, ponoči, t. j. od 19. do 7. ure, pa brez poziva.
Člen 4.

Kršitelji določb iz členov 1. in 2. te odredbe se kaznujejo z zaporom 
do šestih mesecev in v denarju do Lir 5000.-
Za sojenje teh prekrškov je pristojno vojaško vojno sodišče.
Ljubljana dne 23. februarja 1942-XX.
Visoki komisar:

Emilio Grazioli
S tem se delo na fortifikacijah ni končalo. 13. marca 1942 je tako Robotti sporočil, da se »nadaljuje delo pri napeljavi električne razsvetljave, ojačanju položajev za orožje in dovršitvi žične ovire«. Zaradi nekaterih porazov leta 1942 je general Robotti 11. maja imenoval tričlansko Posebno komisijo za zgraditev utrjenega zidu okoli Ljubljane (sestavljali so jo predstavniki ljubljanskega garniziona, visokega komisarja in poveljnika inženirskih enot), ki naj bi opravila pregled obstoječe infrastrukture in predlagala oz. načrtovala izgraditev nove. Komisija je ugotovila, da je bilo delo na nekaterih področjih neustrezno; junija 1942 so o viškem bloku zapisali, da so »obrambni zidovi neenakomerno zgrajeni, debla samo skupaj zmetana, brez estetskega čuta«. 
Komisija je tako opravila svoje delo in začeli so se popravki. Na nekaterih odsekih so povečali obseg obroča, tako da je zajela tudi celotna naselja oz. območja (npr. Ljubljanske Žale), ki so bila do takrat izven obroča. Začeli so gradnjo bunkerjev, povečali število bodeče žice, zasedli oz. izselili nekatere okoliške hiše pri obroču (nekatere zaradi suma sodelovanja pri nelegalnem prehodu obroča, nekatere pa zaradi potrebe posadk; na obroču so tako zasedli 12 hiš).
Robotti in Roatta pa sta 19. julija skupaj pregledala celotni obrambni obroč in sta potrdila slabo kakovost dela: »Nobena obrambna priprava ne obsega trdnosti in silovitosti, ki bi jo želeli. Nobena ni zgrajena s širokostjo kriterijev in voljo, ki zmaga vsako oviro in ki sem jo večkrat priporočal«. Zato je Robotti še isti dan ukazal utrditi obrambni pas, medtem ko je Roatta zahteval izdelavo vojnega načrta za obrambo Ljubljane ter dokončanje obrambnega pasu do 15. septembra 1942. Popolnoma so izselili še 42 hiš (skupaj 57 družin s preko 320 družinskimi člani), postavili so španske jezdece, stražnice,... in razglasili policijsko uro. Začeli so tudi utrjevati prehodne bloke ter pričeli graditi artilerijske in mitralješke postojanke, patruljne steze ter ceste (na Golovec). Kljub temu pa je delo potekalo počasi. Tako je Ministrstvo za vojno Kraljevine Italije šele 29. junija odobrilo gradnjo petih utrdb na Rožniku (v vrednosti 9 milijonov lir); 10. avgusta 1942 je odobrilo izgradnjo stalne patruljne poti v dolžini 26 km; v ta namen so določili 4,5 milijona lir. Septembra 1942 je na gradnji obrambnega pasu delalo 450 do 600 civilnih delavcev; podjetje Marconi je gradilo severovzhodni del, Marin zahodni, Rizzi-Marconi jugovzhodni in S. A. Zambellitti jugozahodni del obroča. 
15. decembra 1942 je inženirski oddelek 11. armadnega korpusa poročal, da so dela končana oz. v zadnjih fazah dokončanja. V sestavi fortifikacijskega obroča v dolžini 29.663 m je bilo 69 večjih bunkerjev, 11 izpostavljenih, 53 manjših in 73 notranjih bunkerjev; skupaj 206. Žične ovire so bile nameščene v dolžini 41 km (uporabili so več kot 30 km bodeče žice oz. 151 ton), pri čemer so napeljali tudi 2,4 km električne žice za elektriziranje bodeče žice (zgradili so tudi tri nove transformatorske postaje). Pri gradnji so tako porabili: 1.770.000 zidakov, 120.000 opek, 1.100 m³ lesa, 1.500 ton cementa, 50 ton apna, 10 ton železa, 15.000 dolgih in 45.000 kratkih kolov, 1 tona bakra, 1.000 drogov za električno napeljavo in 800 močnih žarnic. Opravili so tudi 564.000 delovnih ur: 84.000 italijanski vojaki, 420.000 italijanska podjetja in 60.000 slovenski delavci. Za gradnjo so porabili naslednje zneske: 4,25 milijona (za ceste in krožne steze), 7 milijonov (za postojanke) in 0,95 milijona (za električna dela). 
Vseeno pa dela na obrambnem pasu niso nikoli končali. Avgusta 1943 je bila odobrena gradnja ceste Golovec-Škofljica (v vrednosti 290.817 lir), julija-avgusta so utrdili Letališče Ljubljana, zgradili tri nove utrdbe in postavili 3,5 km novih žičnih ovir; istočasno je potekala še gradnja objektov na Ljubljanskem gradu in Rožniku.

## Notranji obroč
Poleg zunanjega, obrambnega pasu pa so Italijani vpeljali še notranji obroč znotraj samega mesta. S tem so ločili center Ljubljane od predmestij (Vič, Šiška, Moste). Postavili so cestne prepreke ter stražarnice, ki pa niso bili stalno nameščene, saj so jih občasno premikali. 24. avgusta 1942 so bile stražarnice (vseh je bilo 34) stale: Ziljska cesta (železniški prehod), Tržaška cesta (pozneje premeščena na Levstikovo), Groharjeva ulica, Snežniška ulica, Murnova ulica, Gorupova ulica, Emonska ulica, Krakovski nasip, Šentjakobski most, Galusovo nabrežje, Mestni trg (Stari trg), Študentska ulica, Streliška ulica, Poljanska cesta, Znameniška ulica, Usnjarska ulica, Škofja ulica, Sv. Petra ulica, Ilirska ulica, Vrhovčeva ulica, Prisojna ulica, Friškovec, Masarykova ulica (tudi z bunkerji ob železnici), Prešernova cesta (ob železniškemu prehodu), železniška postaja Ljubljana-Šiška, Celovška cesta (ob železniškem prehodu), Puharjeva ulica, Cankarjeva cesta (ob železniškem prehodu), Tomšičeva ulica, Šubičeva ulica, Veselova ulica in Erjavčeva ulica. Oktobra 1942 so dokončali notranji obroč; po poročilu iz 20. februarja 1943 so za notranji obroč porabili 225 španskih jezdecev. Posledično so celotno okupirano Ljubljano razdelili na tri cone: notranja cona (Gosposvetska-Prešernova-Erjavčeva-Trubarjeva-Kopitarjeva), cona II (ostala Ljubljana brez Viča, Šiške in Most) in cona III (Vič, Šiška, Moste).

## Garnizija
Za delovanje na obrambnem pasu so Italijani angažirali številne sile. Sprva je pas branila 21. pehotna divizija »Granatieri di Sardegna«, nato pa 22. pehotna divizija »Cacciatori delle Alpi«. 22. julija 1942 so predlagali tudi artilerijsko obrambo mesta; načrt je bil potrjen že istega dne ter zaukazana naslednji dan. Za to so uporabili topove 47, 75, 100,149 in 152mm. Nekteri izvirajo iz časa prve svetovne vojne. Artilerijske baterije so bile nameščene sledeče: Rožnik (1 baterija 75/27), Šiška-Studenec (1 baterija 75/27), Ljubljanski grad (1 baterija 100/27 in 1 baterija 152/27; od 22. avgusta 1942 so tu bile 1. baterija 100/27, 2 bateriji 152/13), letališče Ljubljana (1 baterija 75/27), Šiška-Vič (1 baterija 47/32), Vič (1 baterija 149/35). 26. avgusta 1942 so ponovno deloma spremenili postavitev. Eno baterijo 152/13 so odstranili iz Ljubljanskega gradu in jo premestili na Vič. 24. novembra 1942 je bil izdelan tudi artilerijski načrt obrambe mesta (tudi za primer vstaje znotraj mesta); samo mesto so razdelili na štiri sektorje: I. (jugovzhodna periferija), II. (jugozahodna periferija), III. (severozahodna periferija) in IV. (severovzhodna periferija). I. sektor (Rožnik) bi tako obstreljeval II. in III. sektor, II. sektor (Studenec) I., III. in IV. sektor, III. sektor (Ljubljanski grad) je imel cilj v I. in II. sektorju. 17. decembra 1942 pa so artilerijsko obrambo okrepili še s 5 baterijami (tri 75/18 in dve 75/27) v skupni moči 20 topov, ki so jih razporedili znotraj obrambnega pasu.
Po nepopolnih podatkih iz januarja 1943 je bilo na obrambnem pasu bilo nastanjenih okoli 2.500 vojakov in okoli 500 karabinjerjev, agentov javne varnosti in kvesturinov.

## Nemška okupacija
Po kapitulaciji Italije septembra 1943 so Ljubljano zasedli Nemci. Po ustanovitvi Slovenske domobranske legije oz. Slovenskega domobranstva so slovenski domobranci prevzeli garnizijo obrambnega pasu; za neposredno obrambo pasu so določili 11., 13., 15., 19. in 111. četo. 
8. maja 1945 ob 23:00 se je pričel umik nemških oboroženih sil in Slovenskega domobranstva iz Ljubljane; tako so Ljubljano zapustili brez boja. Naslednji dan so ob 3:00 zjutraj prve partizanske izvidnice iz sestave 11. in 14. brigade 29. hercegovske divizije dosegle Karlovški most, medtem ko so pozneje istega dne vstopile tudi v celotno Ljubljano. 11. in 14. hercegovski brigadi sta bili zjutraj že v Medvodah, medtem ko je 13. brigada iste divizije ob 17:00 prišla v Šentvid. 
26. maja 1945, na dan ko je v Ljubljano prišel Josip Broz Tito, je ljudska oblast Ljubljano dokončno odprla in s tem dokončno omogočila neomejen prehod.

## Pot spominov in tovarištva
Kmalu o odprtju Ljubljane konec maja 1945 so meščani uničili skoraj celotni obrambni pas okoli Ljubljane, vključno z večino  bunkerjev. Ostalo je le nekaj objektov na severni strani in posamezni v mestu, npr. ob Masarykovi. Leta 1953 so na Dunajski cesti (na mestu prehodnega bloka) postavili prvi spomenik. Leta 1957 je potekal prvi spominski pohod »Ob žici okupirane Ljubljane«, ki se je nato razvil v tradicionalno prireditev. Leta 1961 so postavili prve serijske oznake (102 spominska kamna in 6 spomenikov: ob Dunajski, ob Zaloški, ob Litijski, ob Dolenjski cesti, ob Tržaški cesti in ob Celovški cesti, na lokaciji nekdanjih mejnih blokov). Vsak kamnit spomenik je oblikoval drug kipar ali arhitekt. Osnovne načrte za mnogokotne kamnite pile s simbolno vrezano linijo bodeče žice je narisal arhitekt Vlasto Kopač. Za vsak kamen so našli pokrovitelja (tovarno ali podjetje). Leta 1972 so trije študentje arhitekture (Franci Kastelic, Mitja Omersa, Jože Štok) predstavili idejno zasnovo »Poti spominov in tovarištva« kot štiri metre široko pešpot v dolžini 34 km. Gradnja je bila odobrena oktobra 1974; pospešeno so pričeli graditi leta 1978; pot so končali v osmih letih. Pri gradnji je sodelovalo več kot 150.000 meščanov (tako s fizičnim delom kot s prostovoljnimi denarnimi prispevki), kot tudi mladina, JLA, policijski kadeti,.... Med gradnjo pešpoti so uredili tudi spremljajoče drevorede; tako so posadili več kot 5000 lip, brez, javorjev, platan in vrb. Dodatno so pot in dostope do nje označili s posebnim sistemom označevanja, ki ga je zasnoval Janez Koželj s sodelavci. Del oznak je kasneje naročil požagati J. Lesar. Nekaj so jih nadomestili, posamezne zamenjali.  